# Џеси Овенс
Џејмс Кливленд „Џеси“ Овенс (енгл. Jesse Owens; Оквил, 12. септембар 1913 — Тусон, 31. март 1980) био је амерички атлетичар који је остао упамћен по свом четвороструком тријумфу на Олимпијским играма у Берлину 1936. године, где је био прва звезда игара.
Овенс се специјализовао за спринтове и скок у даљ и за живота је био признат као „можда највећи и најпознатији спортиста у историји атлетике“. Поставио је три светска рекорда и изједначио још један, све за мање од сат времена, на стази Биг Тен 1935. године у Ен Арбору у Мичигену — подвиг којем никада није било равног и назван је „највећих 45 минута икада у спорту“.
Међународну славу је постигао на Летњим олимпијским играма 1936. у Берлину, Немачка, освојивши четири златне медаље: 100 метара, скок у даљ, 200 метара и штафету 4 × 100 метара. Он је био најуспешнији спортиста на Играма и, као црни Американац, био је заслужан за „самостално разбијање Хитлеровог мита о аријевској надмоћи”.

## Детињство и младост
Рођен је у Оквилу, Алабама, а одрастао је у Кливленду, Охајо. Име Џеси дао му је учитељ у школи у Кливленду, који није разумео изговор малог Џејмса. Када је Џејмс рекао да га сви ословљавају са Ј. Ц. (Џеј Си) учитељ је разумео да је рекао Џеси, па је тај надимак носио до краја живота.
Атлетиком је почео да се бави у основној школи, на наговор тренера Чарлса Рајлија. Он га је уврстио у школски тим и омогућио му да тренира самостално пре школе, док је остатак тима тренирао после школе. Џеси је после школе морао да ради у обућарској радионици. 
На себе је скренуо пажњу спортске јавности на Државном првенству средњих школа 1933. године у Чикагу, када је наступајући за своју школу Ист техникал, изједначио светски рекорд на 100 јарди (91 m) у времену 9,4 s и победио у скоку удаљ са резултатом 7,56 m.

## Колеџ
Овенс је похађао Охајо стејт универзитет и тренирао је у њиховом атлетском тиму. Освојио је укупно осам златних медаља у четири дисциплине на такмичењима универзитета 1935. и 1936. године (на сваком од ових такмичења је освојио по четири златне медаље). Његов рекорд по броју освојених медаља на једном такмичењу је 2006. године изједначио Хавијер Картер. 
Подвиг који је ушао у историју атлетике извео је 25. маја 1935. године на атлетском митингу у Ен Арбору, Мичиген. Тада је оборио три светска рекорда у скоку удаљ (8,13 m), на 220 јарди (201 m на равној стази) резултатом од 20,7 s и на 220 јарди с препонама на равној стази резултатом од 22,6 s и изједначио је светски рекорд на 100 јарди (91 m) резултатом од 9,4 s.
Најневероватније у свему томе је то што је он те резултате остварио у интервалу од 45 минута.

## Каријера

### Државни универзитет Охајо
Овенс је похађао Државни универзитет у Охају након што је његов отац нашао запослење, што је омогућило издржавање породице. Од миља познат као „Бакај булет” и под тренерским водством Ларија Снајдера, Овенс је освојио рекордних осам појединачних NCAA шампионата, по четири 1935. и 1936. године. (Рекорд од четири златне медаље на NCAA изједначио је само Ксејвијер Картер 2006. године, иако су његове бројне титуле укључивале и штафетне медаље). Иако је Овенс уживао у атлетском успеху, морао је да живи ван кампуса са другим афроамеричким спортистима. Када је путовао са тимом, Овенс је био ограничен на наручивање оброка за изношење или ручавање у ресторанима „само за црнце”. Слично томе, морао је да одседа у хотелима „само за црнце”. Овенс није добио стипендију за свој труд, те је наставио да ради хонорарне послове да би платио школарину.

### Дан дана
Дан 25. мај 1935. је упамћен као дан када је Џеси Овенс поставио 4 светска рекорда у атлетици. Тог дана, Овенс је постигао „бесмртност” у атлетици у распону од 45 минута током сусрета Биг Тен на Фери Филду у Ен Арбору у Мичигену, где је поставио три светска рекорда и изједначио четврти. Он је изједначио светски рекорд у трци на 100 јарди (9,4 секунде) (што не треба поистовећивати са трчањем на 100 метара) и поставио светске рекорде у скоку у даљ (26 ft 8 1⁄4 in or 8,13 m, светски рекорд који је трајао 25 година); 220 yd (201,2 m) спринт (20,3 секунде); и 220 јарди ниске препоне (22,6 секунди, поставши први који је прекинуо 23 секунде). Оба рекорда на 220 јарди су вероватно победила и метричке рекорде на 200 метара (равно и препоне), што би се рачунало као два додатна светска рекорда из истих наступа. Године 2005, професор историје спорта на Универзитету Централне Флориде Ричард К. Крепо изабрао је ове победе у једном дану као најимпресивније атлетско достигнуће од 1850. године.

## Олимпијске игре
На Олимпијским играма у Берлину, 1936. године осваја четири златне медаље: 3. августа побеђује на 100 , 4. августа у скоку удаљ, 5. августа на 200 , а 9. августа 1936, као члан штафете (Џеси Овенс, Ралф Меткалф, Фој Дрејпер и Франк Викоф) тријумфује на 4 x 100 .
Тај подвиг остао је ненадмашен током 48 година, до 1984. године и Олимпијских игара у Лос Анђелесу, где његов подвиг понавља Карл Луис. 
Мит о Џеси Овенсу нарастао је до неслућених висина не само због његових сјајних спортских резултата, него и због односа Хитлера према њему и његовим победама. Хитлер је намеравао да искористи Олимпијске игре као промоцију нацистичког режима и демонстрацију „аријевске супериорности“ над остатком света. Чињеница је да је Немачка била најуспешнија држава на играма у Берлину, али је тај немачки успех био бачен у сенку једног неаријевца, Афроамериканца, који је супериорно тријумфовао над немачким спортистима. Хитлер, наводно, није хтео да честита Овенсу на његовим величанственим побједама, али сам Овенс, у својој аутобиографији „The Jesse Owens Story“, наводи:
Кад сам прошао поред Канцелара он је устао, махнуо ми је руком, а ја сам му одмахнуо. Мислим да су хроничари претерали у лошем приказивању немачког Фирера. (Џеси Овенс у „The Jesse Owens Story“, 1970).
Хитлера је, а и целу немачку нацију (прве Игре које су како-тако „преношене“ путем ТВ-а), највише је растужила Овенсова победа над немачким атлетичарем, скакачем удаљ, Луцом Лонгом који је био највећи фаворит за победу (освојио сребрну медаљу). Лонг је Џесију честитао на победи и постали су пријатељи. Луц Лонг је касније, нажалост, као војник Вермахта преминуо од последица рањавања 1943. године.
Да иронија буде већа, тадашњи амерички председник Френклин Д. Рузвелт, у то време заокупљен предстојећим изборима и председничком кампањом, желећи реизбор, а бојећи се реакције у јужним државама САД, одбио је да прими Овенса у Белој кући. Овенс је касније истицао да је Рузвелт био тај који га је понизио, а не Хитлер.
Једна од златних медаља продата је на аукцији за 1,4 милиона долара.

## Период после Олимпијских игара
После берлинских Игара Овенс није ништа лакше живио. Остао је у спорту, али не више тако озбиљно. Снимао је рекламе и по разним такмичењима је изазивао локалне тркаче те их побеђивао на 100 јарди, дајући им предност од 10 до 20 јарди. Изазивао је чак, па и побеђивао, расне тркаће коње, али је касније признао да то и није тако тешко јер би коњ био страшно уплашен стартним пуцњем, па је то њему давало одлучујућу предност.
Своју је популарност искористио тако што је добио посао дискџокеја у џез клубу у Чикагу.
Џеси Овенс, није имао среће да настави свој низ на следећим Олимпијским играма. Наредне игре у Хелсинкију 1940. године нису одржане због Другог светског рата, као и оне 1944. године које је требало да се одрже у Лондону.

## Мит
Његов дотадашњи спортски пут, а нарочито велики успех на берлинским Играма 1936, који је изазвао снажне политичке конотације и то пред почетак Другог светског рата, створили су од овог великог спортисте, мит. 
Он је постао симбол пркоса нацизму и симбол борбе против расизма, са којим се суочавао на сваком кораку. Током студирања када је путовао са својом колеџ екипом морао је да путује у вагонима и спава у хотелима који су били само за црнце. Није организован пријем у његову част у Белој кући а није добио чак ни телеграм подршке од америчког председника што је својеврсна традиција којом се одаје почаст америчким спортистима, освајачима медаља на важним такмичењима. Атлетски савез је организовао пријем у његову част у једном хотелу, али је Џеси до сале у којој је пријем одржан морао да оде теретним лифтом јер лифт био само за белце. 
Највећа признања добио је од публике и то још у Берлину када му је препун Олимпијски стадион аплаудирао. Друга признања је добио је тек пред сам крај живота или постхумно. 
Председник Џералд Форд доделио му је 1976. године Председничку медаљу слободе, а Џорџ Буш га је, посмртно, 1990. године одликовао Конгресном златном медаљом.
Стадион универзитета Охајо стејт носи његово име као и једна улица у Берлину. 
Био је страствени пушач. Умро је с непуних 67 година, од рака плућа, 31. марта 1980. у Тусону, Аризона, а сахрањен је у Чикагу, у савезној држави Илиноис.

## Лични рекорди
100 : 10,2 s (1936. светски рекорд, трајао пет година)
200 : 20,7 s (1936. светски и олимпијски рекорд, трајао 15 година)
скок удаљ: 8,13 m (1935. светски рекорд, трајао 25 година)
4 x 100 : 39,8 s (светски и олимпијски рекорд, трајао 20 година)